# Hanns Maaßen
Hanns Maaßen (* 26. Dezember 1908 als Otto Johannes Maaßen in Lübeck; † 23. Juni 1983 in Mahlow) war ein deutscher Journalist und Schriftsteller.

## Leben
Hanns Maaßen stammte aus einer Arbeiterfamilie, seine Eltern waren Otto Friedrich und Maria Magdalena Maaßen geb. Hiller. Er absolvierte in Lübeck eine Lehre als Steinmetz und arbeitete anschließend in diesem Beruf. Er war Mitglied des Kommunistischen Jugendverbands Deutschlands und ab 1928 der KPD. Er betätigte sich von Ende 1928 bis Ende 1930 als Bezirksleiter des „Sozialistischen Schülerbundes“. 1931 nahm er in Kiel an einem Proteststreik des Steinarbeiterverbands gegen die beginnende Aufrüstung teil; Anlass war der Stapellauf der Deutschland. Maaßen war Redakteur der kommunistischen Norddeutschen Zeitung. Danach war er redaktioneller Mitarbeiter der Hamburger Volkszeitung, des Klassenkampf in Halle a/S. und der Arbeiterzeitung in Mannheim. Nach der nationalsozialistischen Machtübernahme ging er 1933 in die Illegalität, wurde aber noch im selben Jahr verhaftet und verbrachte ein Jahr im KZ Heuberg (Baden). Im Februar 1934 wurde er aus dem Konzentrationslager entlassen und lebte unter dem falschen Namen Fritz Mertens in Mannheim und Berlin. 1935 verließ er Deutschland und emigrierte über das Saarland und Frankreich in die Schweiz, wo er in Basel lebte, aber kein politisches Asyl erhielt.
Nachdem er in Zürich für das „Komitee für Recht und Freiheit“ publizistisch tätig gewesen war, nahm Maaßen ab November 1936 auf republikanischer Seite als Mitglied der „Internationalen Brigaden“ am Spanischen Bürgerkrieg teil. Er war Kommissar im Tschapajew-Bataillon und Redakteur der deutschsprachigen Ausgabe der Zeitung der Internationalen Brigaden El voluntario de la libertad sowie 1938/39 auch Sprecher im deutschsprachigen „Freiheitssender 29,8“. Nach der Niederlage der Republikaner im Jahre 1939 wurde Maaßen verhaftet und verbrachte die folgenden Jahre in Gefängnissen und Lagern des Franco-Regimes. Erst 1946 konnte er nach Deutschland zurückkehren; er ließ sich in der Sowjetischen Besatzungszone nieder.
Hanns Maaßen wurde Mitglied der SED und arbeitete anfangs als Kommentator beim Sender Leipzig, wo er jedoch 1950 wegen „linker Abweichungen“ entlassen wurde. Von 1953 bis 1966 war er Redakteur bei der in Leipzig erscheinenden Zeitschrift Volkskunst. Hier betreute er als Chefredakteur die Fachausgaben Wort und Spiel (1956–1961) und ich schreibe (1962–1966). Anschließend war er von 1968 bis 1971 stellvertretender Chefredakteur der DDR-Wochenzeitung Sonntag. Er war von 1963 bis zu seinem Tod Mitglied des Vorstandes des Schriftstellerverbandes der DDR. Ab 1971 lebte er als freier Schriftsteller in Kleinmachnow.
Hanns Maaßen verfasste Essays zu literarischen Themen und erzählende Werke, in denen er u. a. die Erfahrungen seines langjährigen Spanienaufenthalts verarbeitete.
Hanns Maaßen erhielt 1957 den Heinrich-Mann-Preis, 1959 den Vaterländischen Verdienstorden in Bronze, 1960 den Kunstpreis der Stadt Leipzig, 1969 den Vaterländischen Verdienstorden in Silber, 1979 den Kunstpreis des FDGB und den Vaterländischen Verdienstorden in Gold.

## Werke
- Die Messe des Barcelo. Halle (Saale) 1956.
- Die Söhne des Tschapajew. Berlin 1960.
- Die Kreuzertaufe. Berlin 1963.
- Spanien. Leipzig 1965.
- Potsdam. Leipzig 1969.
- In der Stunde der Gefahr. Berlin 1971.
- Gedenkstätte der deutschen Interbrigadisten. Berlin 1974.
- Vom Heuberg weht ein scharfer Wind. Berlin 1978.

Herausgeberschaft
- Odio y amor. Leipzig 1967 (zusammen mit Karl Kormes).
- Brigada Internacional ist unser Ehrenname … Berlin.
  - Band 1 (1974).
  - Band 2 (1974).